# Sonaguera
Sonaguera är en kommun i Honduras.   Den ligger i departementet Departamento de Colón, i den centrala delen av landet, 200 km nordost om huvudstaden Tegucigalpa. Antalet invånare är 34 271.